# Poa minimiflora
Poa minimiflora är en gräsart som beskrevs av Otto Stapf. Poa minimiflora ingår i släktet gröen, och familjen gräs. Inga underarter finns listade i Catalogue of Life.